# Слободчиков, Илья Михайлович
Слободчиков Илья Михайлович — профессор (2013 г.), доктор психологических наук (2006 г.), кандидат педагогических наук (2000г).Член-корреспондент (2012), действительный член - академик (2023) Российской академии естественных наук.

## Ранние годы
Родился 11 октября 1971 года в городе Свердловске. Окончил в 1996 году экстерном факультет политологии и социологии Уральского Государственный Университет им. Горького,  а в 1997 году отделение социальной психологии того же вуза. В 2011 году окончил режиссерский факультет Высшего театрального училища им. Б.В.Щукина (курс народного артиста России, профессора А.М. Вилькина).
С 1991 по 1997 годы являлся последовательно стажёром, консультантом, супервизором Екатеринбургской Городской Службы Экстренной Психологической Помощи «Телефон Доверия», в период с 1996 по 1999 год  руководил отделением психологического консультирования, диагностики и коррекционной работы Научно-Методического Центра Проблем Детства Свердловской Области, совмещая данную работу с деятельностью руководителя психологической службы Центра для детей оставшихся без попечения родителей Орджоникидзевского района г.Екатеринбурга.

## В Москве

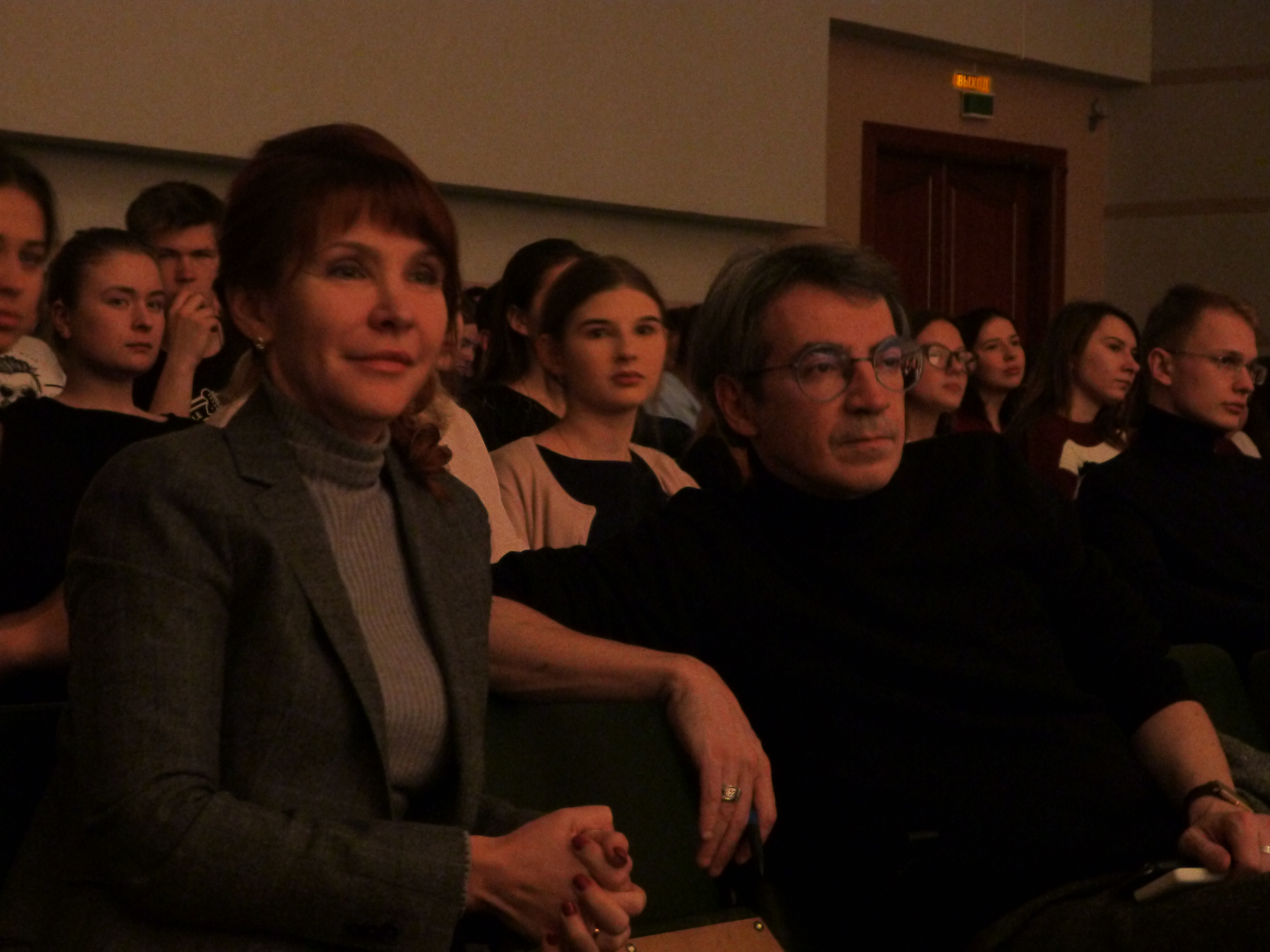
Илья Слободчиков в 2019 году

В 2001 году приглашён на работу в Московский городской психолого-педагогический университет, на факультет социальной психологии, на должность доцента кафедры «теоретических основ социальной психологии», с 2001 года по сентябрь 2006 г. -- заместитель директора Центра психолого-педагогической реабилитации и коррекции «Гармония» ЦАО, зам. председателя специализированной ПМПК для детей с нарушениями опорно-двигательного аппарата, руководитель городской экспериментальной площадки по реабилитации детей-дошкольников с нарушениями ОДА. С 2004 г. эксперт Департамента Образования г. Москвы.
2006-2016, профессор кафедры психологического консультирования, Института психологии им. Л.С. Выготского Российского Государственного Гуманитарного Университета,  2013-2016 -заместитель директора Института; профессор ВГИК им. С.А. Герасимова (с 2007 г - 2016, с 2018 года по 2021 г.).
С 2016 года по апрель 2020 г. -- заведующий лабораторией инновационной деятельности и дополнительного профессионального образования Института изучения детства, семьи и воспитания Российской Академии Образования. С апреля 2020 года по май 2023 г -заведующий лабораторией психолого-педагогического сопровождения развития творческой личности ФГБНУ "Институт Художественного Образования и Культурологии Российской Академии Образования".
С мая 2023 года профессор Российского университета дружбы народов им.П.Лумумбы, профессор кафедры психологии Московского Университета Спорта и Туризма..
Автор и соавтор более 150 публикаций (в т.ч. монографий) по проблемам психологии личности, возрастной и социальной психологии, психологического консультирования, психологии творчества.
В 2003-2005г -- руководитель и режиссёр театральной студии при Центральном Доме Культуры Инвалидов «Надежда»,г.Москва, худ рук. режиссёрской мастерской  ЕГТИ (2008-2012 гг), режиссёр ряда спектаклей, поставленных в период с 2011 г по наст.время на сценических площадках театров России.
Награждён почётной грамотой Министерства Образования РФ, ведомственными наградами Министерства Обороны Рф,Министерства юстиции РФ. 